# Neoperlops
Neoperlops is een geslacht van steenvliegen uit de familie borstelsteenvliegen (Perlidae). De wetenschappelijke naam van het geslacht is voor het eerst geldig gepubliceerd in 1939 door Banks.

## Soorten
Neoperlops omvat de volgende soorten:
- Neoperlops cheni (Wu, 1938)
- Neoperlops gressitti Banks, 1939
- Neoperlops obscuripennis Banks, 1939
- Neoperlops vietnamellus Cao & Bae, 2008